# Śledź marynowany Bismarck

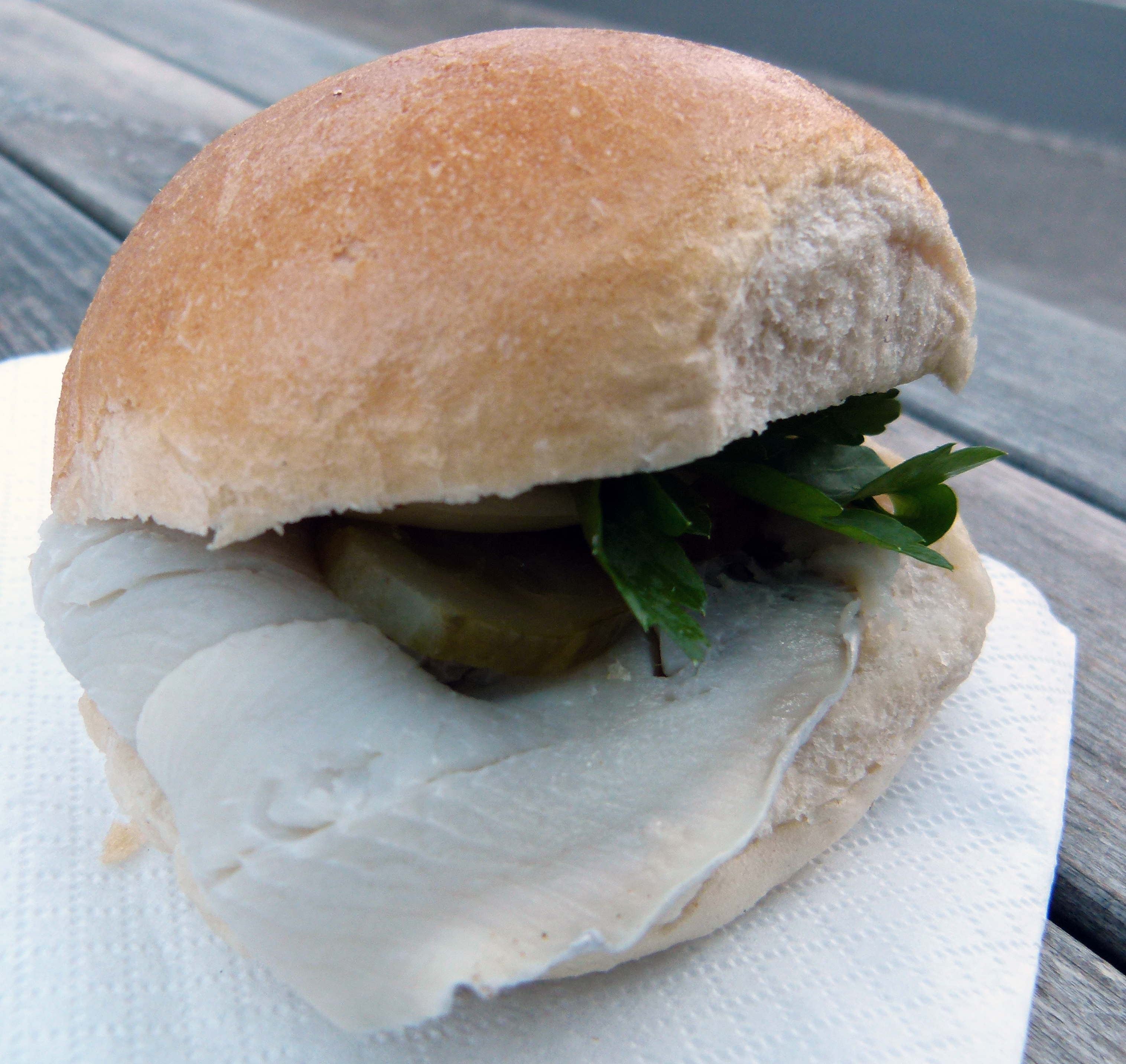
Śledź Bismarck zawinięty w bułkę z marynowanym ogórkiem

Śledź marynowany Bismarck też śledź à la Bismarck (niem. Bismarckhering) – marka marynowanych bałtyckich śledzi, potrawa z filetowanych płatów śledziowych lub rolmopsów powstała w XIX wieku w Stralsundzie. Z biegiem lat śledzie marynowane w kwaśnej, kilkuprocentowej zalewie octowo-korzennej z dodatkiem warzyw i przypraw - oleju, cebuli, nasion gorczycy i liści laurowych stały się popularnym daniem nie tylko na pomorskich stołach.  Do przejawu kultu po żelaznym Kanclerzu, należały m.in. ogórki i śledzie nazwane tak od nazwiska premiera Prus.

## Geneza potrawy
Tradycje rybackie Stralsundu sięgają roku 1290, kiedy to książę Wisław II nadał przywilej dający prawo połowu śledzia stralsundzkim rybakom wzdłuż półwyspu Wittow i monopolu handlu tą rybą na Rugii.   

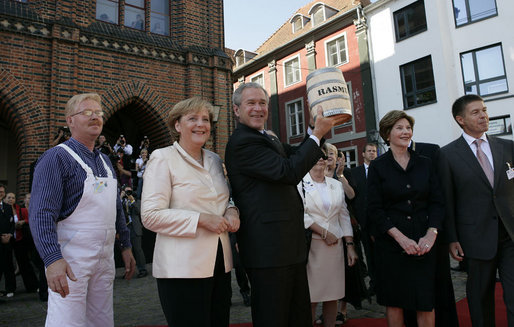
Stralsundzkie Przedsiębiorstwo Rasmus przekazuje George'owi W. Bushowi beczułkę Śledzi Bismarcka produkowanych według oryginalnej receptury, podczas jego wizyty w Stralsundzie w 2006 roku

W Niemczech za pomysłodawcę sposobu przyrządzania śledzia w zalewie octowej uważa się Johanna Wiechmanna, który po wygranej na loterii od 1853 uruchomił zakład przetwórczy w Stralsundzie. M.in. rozpoczął w nim produkcję nowej specjalności, świeżo patroszonego śledzia bałtyckiego bez ości, marynowanego w zalewie octowej, pakowanego w drewniane beczki. W 1871 roku przedsiębiorca przesłał kanclerzowi Bismarckowi beczułkę tego produktu wraz z listem gratulacyjnym z okazji urodzin. Otrzymał za ten prezent osobiste podziękowanie. Wiechmann wysłał kanclerzowi drugą beczkę śledzi wraz z prośbą o zgodę na nazwanie produktu jego nazwiskiem. Zgodę tę szybko otrzymał w kolejnym osobistym liście od Bismarcka.

## Miejsce we współczesnej kulturze kulinarnej
Śledzie à la  Bismarck cieszą się powodzeniem. Kanclerz Angela Merkel przekazuje je jako prezent swoim zagranicznym gościom: beczkę śledzi otrzymał prezydent USA George W. Bush podczas wizyty w Stralsundzie.
Na stoły regionalnej pomorskiej kuchni jak dawniej wracają śledzie, o których Bismarck pisał, że "gdyby nie były masowe i tanie traktowano by je jak najdroższy delikates ". Smażone, marynowane, solone podawane są w nadmorskich restauracjach jako przekąski w połączeniu z grzybami, śliwkami i miodem. 
Według znawców literatka zmrożonej czystej wódki, ma wysubtelniać smak śledzi Bismarck o srebrzystej skórce pociętej czarną kratką.